# Mas-Saint-Chély
Mas-Saint-Chély – miejscowość i gmina we Francji, w regionie Oksytania, w departamencie Lozère. Nazwa miejscowości pochodzi od imienia św. Hilarego.
Według danych na rok 1990 gminę zamieszkiwały 104 osoby, a gęstość zaludnienia wynosiła 2 osoby/km² (wśród 1545 gmin Langwedocji-Roussillon Mas-Saint-Chély plasuje się na 798. miejscu pod względem liczby ludności, natomiast pod względem powierzchni na miejscu 51.).

## Populacja

Populacja ludności Mas-Saint-Chély w latach 1962–2008